# Peter Engelbrecht (Autor)
Peter Engelbrecht (geb. 1959) ist ein deutscher Journalist und Historiker mit dem Schwerpunkt Oberfranken im 20. Jahrhundert. Er arbeitete bis 2022 als Redakteur bei der Bayreuther Tageszeitung Nordbayerischer Kurier.
Engelbrecht absolvierte sein Volontariat in der Lokalredaktion des Nordbayerischen Kuriers und arbeitete anschließend ein Jahr lang als Redakteur in Pegnitz. Im April 1986 wurde er Oberfranken-Reporter beim Ring Nordbayerischer Tageszeitungen (RNT). Ende 2022 verließ er im Alter von 63 Jahren den Nordbayerischen Kurier und ging in die Freistellungsphase.
Bei seiner journalistischen Arbeit packte Engelbrecht auch brisante Themen an und scheute sich nicht, aus geheimen Dokumenten zu zitieren. Der Zugang zu internen Akten des Untersuchungsausschusses des Landtags ermöglichte ihm, über die Umweltkatastrophe der Chemischen Fabrik Marktredwitz (CFM) zu berichten und das Versagen der zuständigen Behörden aufzudecken. Er erklärte, seine Haltung als Journalist sei die, „offensichtliche Ungerechtigkeiten“, wegen derer sich Menschen an ihn gewandt hätten, an die Öffentlichkeit zu bringen – egal, wie groß oder klein das Thema sei.
Daneben verfasste Engelbrecht eine Reihe von Büchern, vor allem, um dem drohenden Vergessen der Zeit des Nationalsozialismus und deren Folgen entgegenzuwirken. Er recherchierte über die KZ-Außenlager der Nationalsozialisten in Bayreuth und Pottenstein und die lokalen Verstrickungen.

## Werke
- Touristenidylle und KZ-Grauen. Vergangenheitsbewältigung in Pottenstein. Rabenstein, Bayreuth 1997, ISBN 978-3-928683-16-6.
- Tausche Mähmaschine gegen Frau. Reportagen aus Oberfranken. 2. Auflage. Bumerang, Bayreuth 2004, ISBN 3-929268-18-3.
- Grenzenloses Oberfranken. Von Coburg bis Hof: 20 Jahre Mauerfall in Oberfranken. Späthling, Weißenstadt 2009, ISBN 978-3-926621-82-5.
- Damals an der Grenze. Der Mauerfall in Oberfranken. Späthling, Weißenstadt 2014, ISBN 978-3-942668-21-7.
- Der Krieg ist aus. Frühjahr 1945 in Oberfranken. Späthling, Weißenstadt 2015, ISBN 978-3-942668-23-1.
- Grenz-Geheimnisse. Stasi-Agenten in Oberfranken. Späthling, Weißenstadt 2017, ISBN 978-3-942668-33-0.
- Geheimwaffen für die Nazis. Kriegsforschung in Oberfranken. Späthling, Weißenstadt 2018, ISBN 978-3-942668-49-1.
- Frieden im Frühling. Kriegsende 1945 in Oberfranken. Späthling, Weißenstadt 2020, ISBN 978-3-942668-60-6.
- Ende und Neubeginn. Bayreuth: Im April 1945 herrscht Frieden. Späthling, Weißenstadt 2022, ISBN 978-3-942668-87-3.